# Rekeningnummer
Een rekeningnummer of banknummer is een nummer dat een bankrekening identificeert. Aangezien snel fouten in rekeningnummers kunnen optreden, en zo'n fout grote gevolgen kan hebben, worden zowel in België als in Nederland foutopsporende systemen gebruikt. Sinds januari 2008 is begonnen met de verschillende in Europa gebruikte soorten rekeningnummers op elkaar af te stemmen door alle bestaande banknummers om te zetten in een Europees rekeningnummer, IBAN genaamd. Dit nummer wordt in combinatie gebruikt met de internationale BIC.

## België
Een Belgisch rekeningnummer (Basic (or Belgian) Bank Account Number of BBAN) bestaat uit 12 cijfers, verdeeld in drie groepen gescheiden door liggende streepjes: een groep van 3 cijfers, een groep van 7 cijfers en een groep van 2 cijfers, bijvoorbeeld 091-0122401-16:
- het protocolnummer of de bankcode: een eerste blok van drie cijfers, die informatie geven over de bank (zo geeft de Bank van de Post rekeningnummers uit die beginnen met 000).
- een blok van zeven cijfers, het eigenlijke rekeningnummer bij die bank.
- een laatste blok met twee controlecijfers, deze twee cijfers zijn de rest (modulo) bij deling door 97 van het getal dat gevormd wordt door de 10 voorafgaande cijfers. (indien de rest 0 is, wordt 97 als controlegetal gebruikt).

Door de fusies van banken tijdens de laatste jaren is het systeem van de toekenning van protocolnummers enigszins in de war gestuurd. De (vroegere) ASLK met protocolnummer 001 en de (vroegere) Generale Bank, met protocolnummer 280 zijn opgegaan in de fusie van de Fortis-bank en daardoor zitten er nu verschillende protocolnummers onder eenzelfde bank. Dit komt nog voor bij andere banken, bijvoorbeeld Cera en KB die nu onder de KBC huizen, BACOB en Gemeentekrediet die nu onder Belfius vallen.

## Nederland
De Nederlandse banken gebruiken IBAN nummers, ook voor binnenlands gebruik.
Ze gebruikten eerder negencijferige nummers voor al hun betaalrekeningen (met uitzondering van ING-betaalrekeningen die voorheen girorekeningen waren), verdeeld in drie groepen van twee en een groep van drie cijfers. Deze beginnen niet met 00, zodat er geen verwarring is met nummers van ING-betaalrekeningen die voorheen girorekeningen waren en die met voorloopnullen worden aangevuld tot 9 cijfers. Voor andere rekeningen (zoals spaarrekeningen), waar niet direct via het Nationale Betalingscircuit geld naar over kan worden gemaakt, worden ook tiencijferige rekeningnummers gebruikt.
De negencijferige nummers kunnen op geldigheid gecontroleerd worden met de elfproef. Hierdoor is maar één op de elf cijfercombinaties een geldig bankrekeningnummer. Er zijn dus ongeveer 90 miljoen banknummers beschikbaar; dit betekent dat er niet direct een tekort aan nummers komt, maar dat de nummers wel zuinig gebruikt moeten worden.
De eerste twee cijfers gaven oorspronkelijk de bank aan. De volgende drie cijfers gaven bij sommige banken het bankfiliaal aan. Oorspronkelijk hadden de afzonderlijke groepen een bepaalde betekenis, maar door fusie van banken en verhuizing van rekeninghouders is die verloren gegaan. Nummerbehoud bij het overstappen op een andere bank (externe nummerfixatie) is niet mogelijk.

### ING-betaalrekeningen die voorheen girorekeningen waren
De ING gebruikt voor betaalrekeningen die voorheen girorekeningen waren nummers van één tot en met zeven cijfers (waarbij de Nederlandse Staat rekeningnummer 1 heeft), zonder controlemogelijkheid in het nummer zelf.
Op een acceptgiro wordt aan girorekeningnummer wel een controlegetal toegevoegd op de onderste, machine-leesbare, regel. Na twee nullen volgt het controlegetal (gebaseerd op een aangepaste elfproef), en vervolgens het girorekeningnummer voorafgegaan door voorloopnullen, bijvoorbeeld 0070000555.
Bij het International Bank Account Number (IBAN) wordt het 'oude' rekeningnummer voorafgegaan door een identificatie van het land, een controlegetal van 2 cijfers  en de identificatie van de bank.